# Palácio de Shaki Khan
O Palácio de Shaki Khan é um edifício suntuoso, construído em 1762, pelo governante de Shaki Muhammed Hasan Khan. O palácio foi construído para servir de residência de verão do rei. Está localizado na cidade de Shaki, no norte do Azerbaijão. É um Patrimônio Mundial tombado, juntamente com o Centro Histórico de Shaki, pela Organização das Nações Unidas para a Educação, a Ciência e a Cultura (UNESCO), no ano de 2019.

## História
No ano de 1760, o rei Muhammed Hasan Khan, manda construir um palácio dentro da fortaleza de Shaki para servir de residência real. Muhammed Hasan Khan contratou o arquiteto persa Haji Zainal Abdul para a construção.
Em 1819, a cidade de Shaki se junta ao Império Russo e deixa de ser uma monarquia absoluta. Mas a família real de Shaki Khan Ismail viveu no palácio até o ano de 1828, quando a cidade estava completamente sob o domínio do czar Nicholay I.

## Arquitetura
O palácio foi construído em arquitetura persa, com trinta e dois metros de comprimento por oito metros e meio de largura, com dois pavimentos em alvenaria de tijolos e telhado de quatro águas com beirais. A fachada foi decorada com murais e formas geométricas feitos com azulejos azuis escuros, turquesas e ocres. As portas e janelas foram decorados com vitrais shabaka, que é uma técnica de fazer mosaicos de vidro colorido em molduras esculpidas em madeira, sem o uso de cola ou pregos.
O interior do palácio recebeu decoração com afrescos retratando cenas de guerra e de caça e vitrais shabaka. Possui seis cômodos, quatro corredores e duas varandas espelhadas. No primeiro pavimento, os quartos foram decorados com pinturas de árvores, flores, animais e pássaros, que representavam prosperidade e origem nobre. Esses quartos eram destinados aos visitantes. No segundo pavimento possuía duas alas, uma feminina e outra masculina. A ala feminina foi pintada com flores e ornamentos orientais. A ala masculina, a mais rica do palácio, era destinada à recepção dos visitantes.

## Galeria de fotos

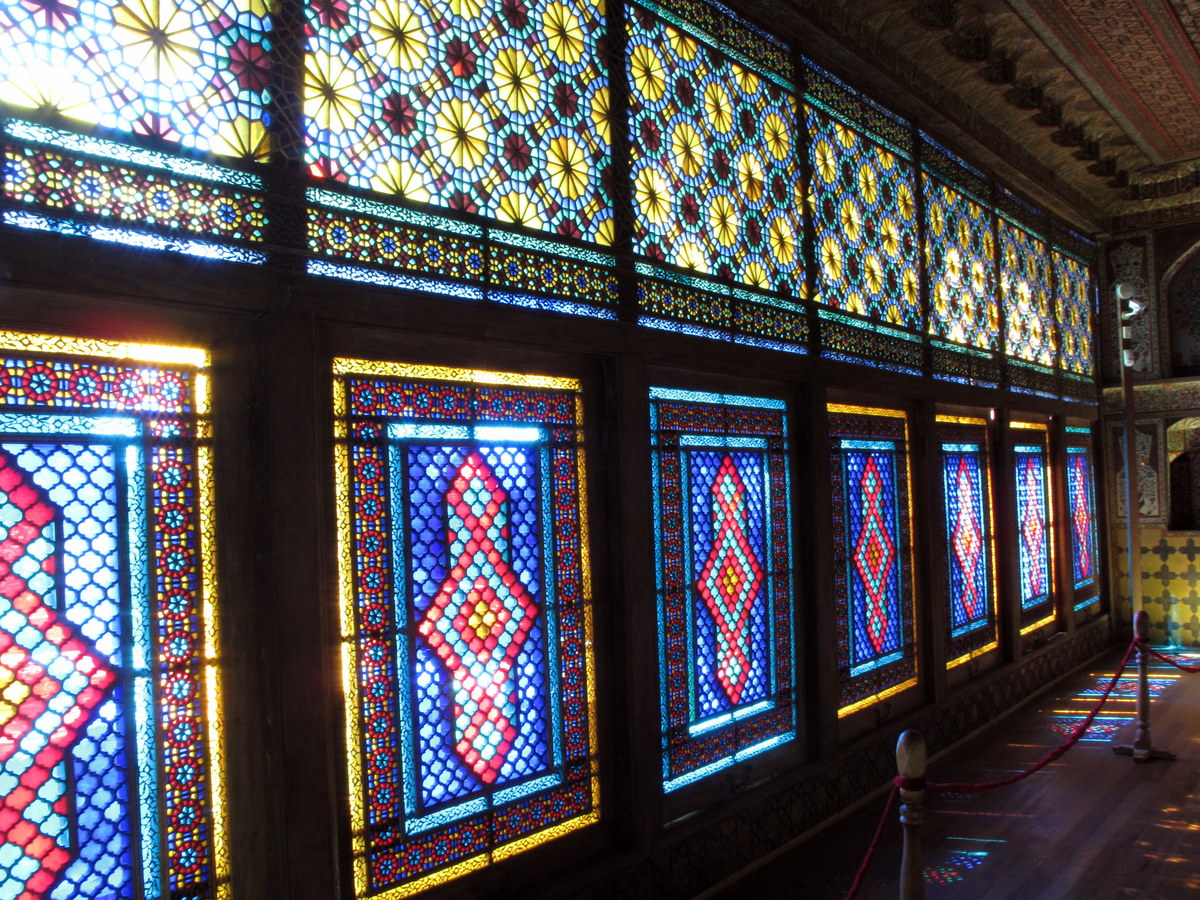
Vitrais Shebeke
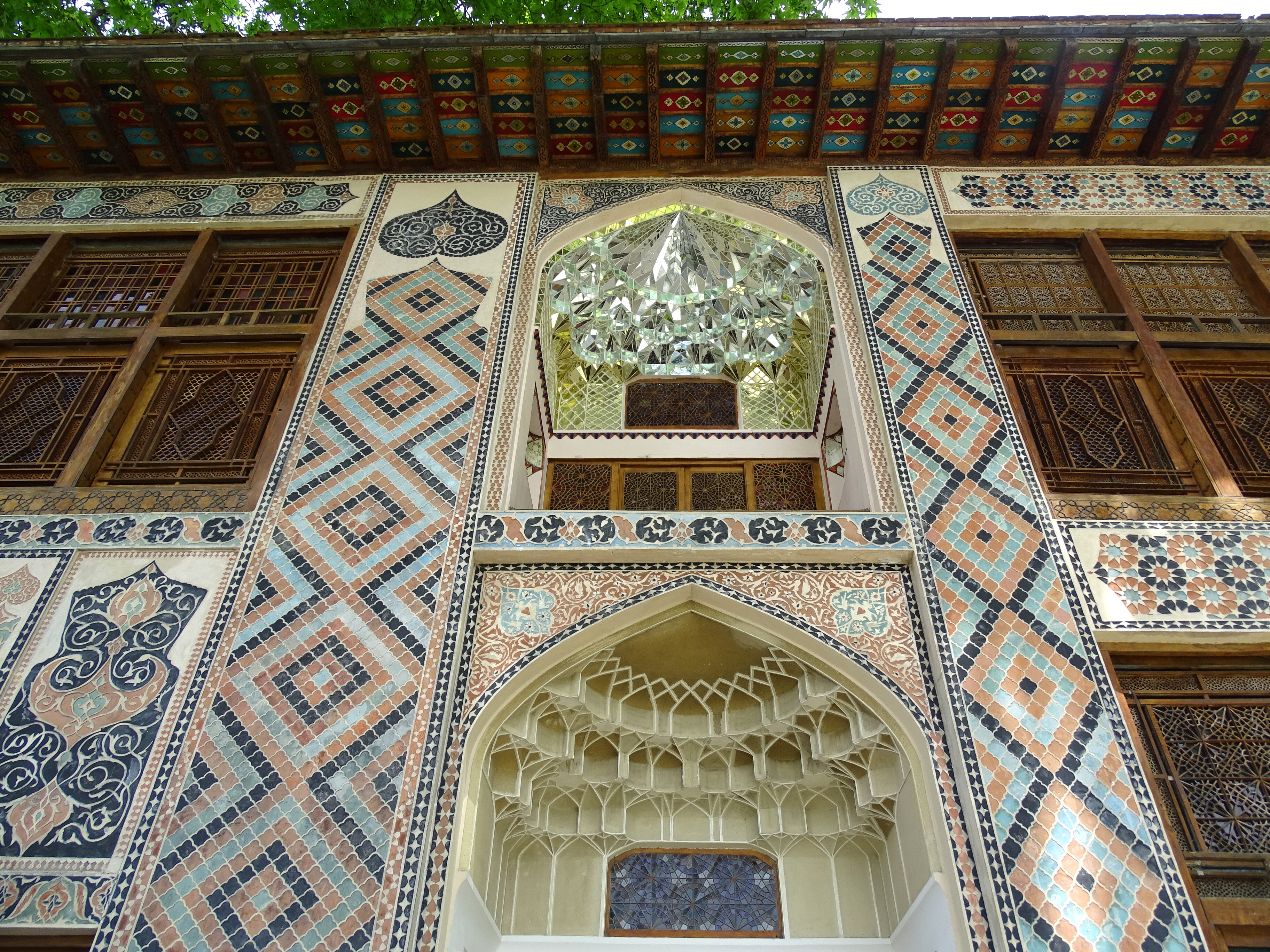
Detalhes da fachada com azulejos
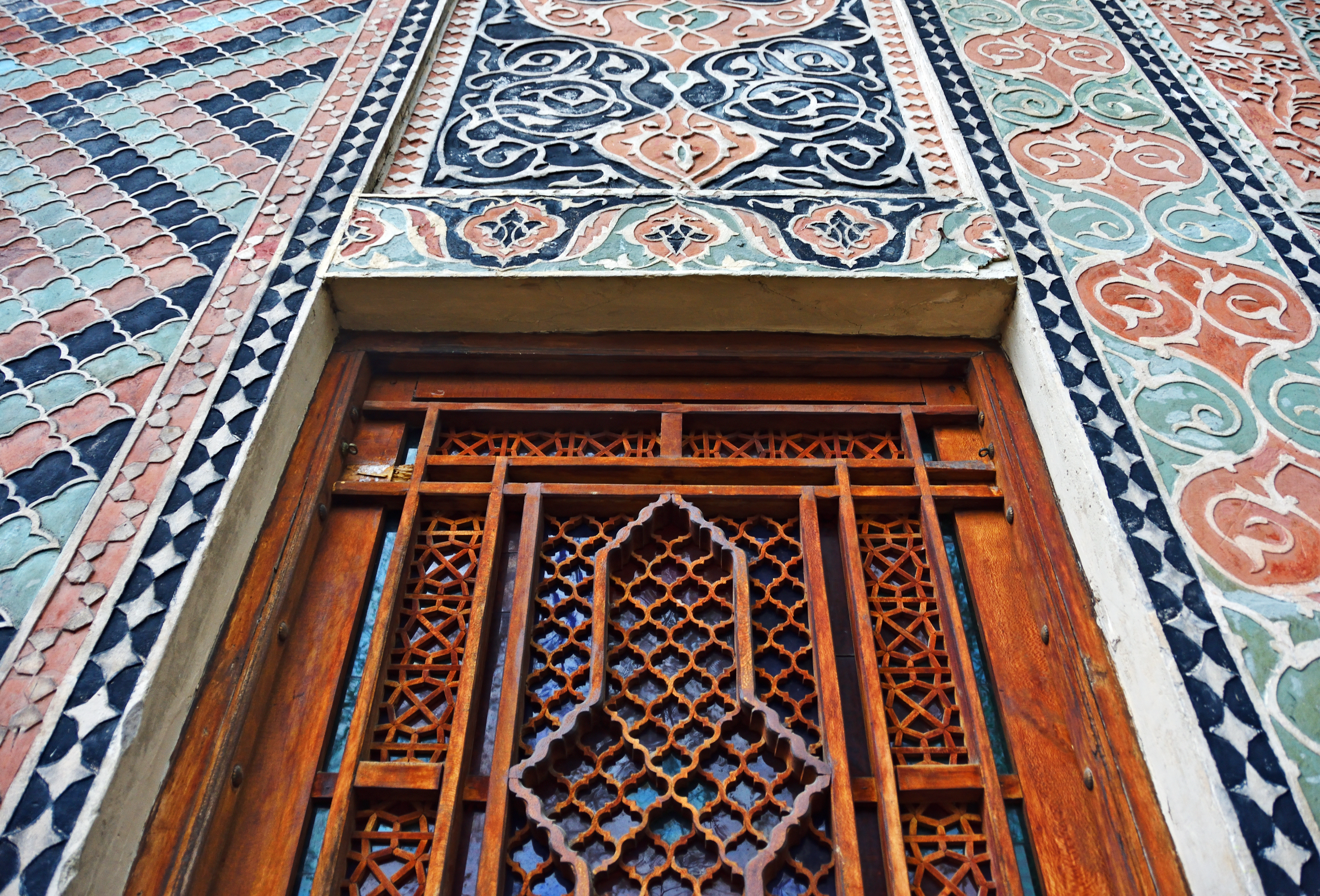
Detalhes da fachada
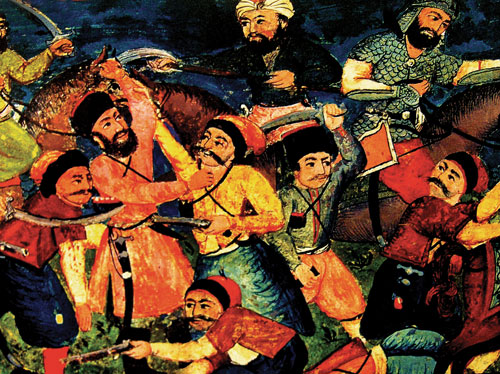
Murais com cenas de guerra
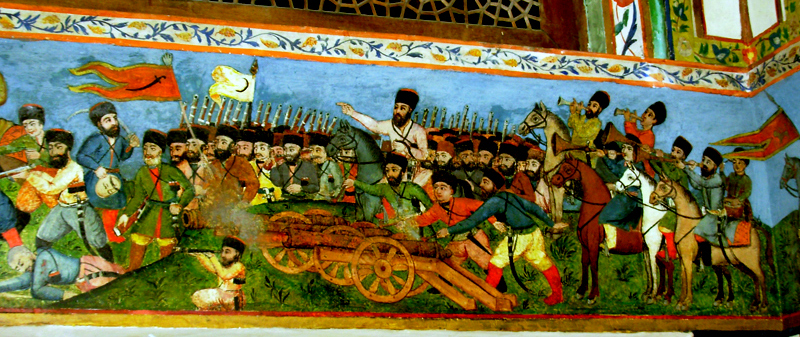
Mural com cenas de guerra